# Sharon Belle
Sharon Belle, née le 7 mai 1993 en Ontario, est une actrice canadienne.

## Biographie
Sharon Belle est connue pour avoir joué le personnage de Danny Lawrence dans les webséries Carmilla et un couple lesbien avec Kaitlyn Alexander dans Couple-ish (en).

## Filmographie
- 2013 : Paranormal Witness (en) (TV Series documentary) : Harpy
- 2015 : Fuck Buddies (court métrage) : Ellie
- 2015 : Rhapsody (court métrage) : Samantha
- 2015 : Canadian Star (Documentary) : elle-même
- 2016 : Operation Avalanche : Sharon
- 2016 : The Bookstore : Susan
- 2016 : 9 Days with Cambria (TV Mini-Series) : Cambria
- 2016 : Female Therapy (série télévisée) : Shelley
- 2014-2016 : Carmilla (web-série) : Danny Lawrence
- 2015-2016 : Couple-ish (en) (série télévisée)
- 2016 : Swerve (web-série) : Elise
- 2017 : Allie & Lara Make a Horror Movie (série télévisée) : Becca
- 2017 : The Ghost Is a Lie : Watts
- 2017 : The Control : Sophie
- 2017 : Defective
- 2017 : Carmilla : Danny Lawrence